# Makó János
Makó János (Budapest, 1972. május 19. –) fogtechnikus mester, vállalkozó, és Magyarország egyik legelismertebb kerámialeplező szakembere. Napjainkban saját kerámiás iskolájának a vezetője, és egyben oktatója (Makó János Kerámiás Iskolája), valamint telt házas szakelőadásokat tart szerte a világon, ezek mellett a GC kerámiagyártó szakmai demonstrátora.

## Tanulmányi előélete
1994-ben végzett kiváló „vörös” bizonyítvány minősítéssel a Budapesti Szolgáltató- és Kézműipari Szakiskolában, mint fogtechnikus, majd 2003-ban mestervizsgát tett le a Pest Megyei Kereskedelmi és Iparkamara vizsgabizottsága előtt. Tanulmányai mellett rengeteg időt fektetett a fogászati anatómia és morfológia mélyreható megismerésére, ezáltal, évtizedek alatt egy saját rendszert alkotva, amelyet mind a munkáihoz, mind az oktatáshoz is használ.

### Certifikáció
- - DentalPhoto, Fogorvosi fényképezés a gyakorlatban – 2010
- - DentAvantgArt, Zirkonzahn Prettau – 2010
- - Smylist, Komplett mosolytervezés – 2009
- - GC Europe, Initial – 2009
- - Heraeus, HeraCeram/Advanced Course – 2009
- - GC Europe, GC Initial MC/ZR – 2009
- - Ivoclar Vivadent, IPS InLine – 2007
- - Dental Workshop Bensheim, Auwachstechnik – 2007
- - Ivoclar Vivadent, IPS e.max – all at once – 2007
- - ZirkonZahn, ZirkonZahn Milling System – 2006
- - BEGO, Aufwachstechnik Okklusionskonzepte – BEGO System – 2005
- - GC Europe, GC Initial Ceramic Line – 2005
- - Noritake, CZR & Procera Allzirkon Course – 2004
- - Noritake, Aki Yoshida – Combination Case – 2003
- - DentAvantgArt, Tanaka Course I. – 2002
- - Degussa Dental, Symbio Ceramics course – 2002
- - KerrLab, belleGlass HP Theory & Practical Workshop – 2002
- - GC Europe, GC Gradia Total Aestethic Harmony – 2002
- - Dent AvantgArt, Vision Esthetic Duale Ceramicsystem – 2002

## Szakmai díjai
- 2005 - Földvári Imre-díj (Országos és Budapesti Fogtechnikus Szakmai Ipartestület)

## Munkahelyi előélete
- 1994 – 1995 BUSZÉKISZI, Oktató
- 1996 – 1998 Gelencsér Dental Praxis-labor, Fogtechnikus
- 1998 – 2003 Egyéni vállalkozó, Fogtechnikus
- 2003 – Individual Dental Fogtechnikai Laboratórium, Kereskedelmi és Továbbképző Kft., Fogtechnikus mester / Cégvezető
- 2004 – GC initial, Demonstrátor
- 2005 – BUSZÉKISZI, Meghívott előadó / vizsgáztató

## Oktatói élete, és versenyszervezés
Szakmai, és oktatói életét a folyamatos kutatás, önmaga és munkásságának a fejlesztése ihlette. Célja a tökéletes anatómia és morfológia megalkotása volt, amit főleg német és japán tudásanyagból, és több évtizedes szakmai tapasztalata alapján épített fel, és mára ezt a tudást adja át fogtechnikusoknak, és fogorvosoknak egyaránt elismeréssel. 1994 és 1995 között a BUSZÉKISZI-ben, az ország legismertebb fogtechnikai képzését nyújtó intézményben oktató, majd 2003-tól saját kurzusai vannak, amelyek:

### Őrlőfogak anatómiája és funkciója
Alsó és felső őrlőfogak morfológiai sajátosságai. A forma és funkció összefüggései. Két és három pontos érintkezések ismerete és begyakorlása. Okkluzális iránytű ismerete, alkalmazása. Középértékű és arcíves gipszelés szabályainak megértése, alkalmazása, jelentősége. Alsó és felső kisőrlők és nagyőrlők megmintázása viaszból, középértékű artikulátorba rögzített gipszmintákra.

### Frontfogak anatómiája
Alsó és felső frontfogak morfológiai sajátosságai. A forma és funkció összefüggései. A frontfogak típusai, méretei. Az állcsontokban való elhelyezkedésük. Egymáshoz képest való elhelyezkedésük.Alsó és felső frontfogak megmintázása viaszból gipszmintákra.

### Versenyek amik a nevéhez köthetők
Individual Dental versenyek (2008-tól a MOSZI-val közösen)
- Országos ‘Individual’ mintázó verseny tanulóknak
- Országos ‘Individual’ protetikai verseny tanulóknak

Győztesek versenye sorozat a Dental World nevezetű fogászati rendezvényen.

## Keramikus Iskolája
2013-ban nyitotta meg a Makó János Kerámiás Iskoláját, ami egy egyedi tanintézmény az országban. Az alap fogtechnikus képzést követő, legmagasabb szintű kerámia leplező iskola Magyarországon, és a környező régióban. A diákokat magas felvételi követelmények alapján veszik fel, és sikeres bejutást követően kezdődik meg tíz hónapos képzésük.

„ Ez nem egy klasszikus magyarországi fogtechnikus iskola, hanem az alap fogtechnikus oktatást követő, iskolarendszertől független speciális képzés. Az oktatási program a Felnőttképzési Akkreditáló Testület által akkreditált. Az iskolában természetesen nem csak kerámiázni tanítjuk a „növendékeket”, hanem mindenre, amit egy kerámiásnak tudni illik, illetve tudni érdemes ahhoz, hogy precízen, jól végezze a munkáját, keresett és sikeres munkaerő legyen a piacon. Ezért a fém, zr- és préskerámia vázak leplezésén túl foglalkozunk még viaszmintázással, fotózással, mosolytervezéssel, ideiglenes pótlások, héjak, kompozit és kerámiainlayk készítésével.
Mélyrehatóan ismerje a fogak morfológiáját, értse a forma és a funkció összefüggéseit, ezen ismereteit alkalmazza gyakorlatban is. Tudjon színben és formában változatos, élethű fogakat alkotni. Legyen sokoldalú, tudja megtervezni munkáját, és képes legyen precízen, tisztán, kreatívan dolgozni. ”

– Makó János